# Consiglio supremo per la ricostruzione nazionale
Il consiglio supremo per la ricostruzione nazionale, inizialmente conosciuto come comitato rivoluzionario militare, fu una giunta militare che ha svolto un ruolo di sorveglianza sul governo della Corea del Sud dal 16 maggio 1961 fino all'inaugurazione della terza repubblica della Corea del Sud nel 1963. Fu composta principalmente da ufficiali dell'esercito i quali erano coinvolti attivamente o a supporto  del colpo di Stato del 16 di maggio che rovesciò la seconda repubblica. Il consiglio venne inizialmente guidato da Chang Do-yong, sostituito in seguito da Park Chung-hee.

## Eventi principali
Il 16 maggio 1961, un colpo di Stato guidato dal general maggiore (in seguito tenente generale) Park Chung-hee pose fine alla seconda repubblica della Corea del Sud. Park fu uno dei leader militari che spinsero per la de-politicizzazione dell'esercito. Insoddisfatti dalle misure di pulizia all'interno dell'esercito prese dal governo della seconda repubblica, questa branca militare decise di prendere in mano la situazione.
I vertici del colpo di Stato promisero di tornare ad un governo democraticamente eletto il prima possibile. Il 2 dicembre 1962 si tenne un referendum per il ritorno ad un sistema presidenziale, rispetto al sistema parlamentare che caratterizzò la seconda repubblica. Il risultato confermò il cambio di sistema con la maggioranza del 78% dei votanti. Park, così come altri leader militari, si impegnarono a non correre per le successive elezioni. Ad ogni modo, lo stesso Park si presentò comunque, andando a vincere le elezioni del 1963.

## Economia
Il consiglio supremo fu il primo governo della Corea del Sud ad introdurre un sistema di pianificazione economica. Il primo piano quinquennale sud coreano venne inaugurato nel 1962. Sebbene la seconda repubblica avesse gettato le basi per questo tipo di pianificazione, non fu mai in grado di metterlo in pratica.